# 크리스토방 호베르투 히베이루 다 시우바
크리스토방 호베르투 히베이루 다 시우바(포르투갈어: Cristovam Roberto Ribeiro da Silva, 1990년 7월 25일 ~ )는 크리스토방(포르투갈어: Cristovam)이라고도 불리며, 브라질의 축구 선수로, 포지션은 오른쪽 윙백이다. 현재 크리시우마에서 활약하고 있다. K리그 등록명은 크리스토밤이었다.